# Aprilia Pegaso 650
Aprilia Pegaso 650 je motocykl italského výrobce motocyklů Aprilia, kategorie cestovní enduro.

## Historie
Model Pegaso byl vyvinut v roce 1992 ve spolupráci s BMW a vyráběl se v Itálii na stejných výrobních linkách firmy Aprilia jako model BMW F650GS. V roce 2001 byl motor doplnění elektronicky řízeným vstřikováním paliva. V roce 2005 byl uveden model s označením Pegaso 650 Strada, kde byl použit motor od Yamahy z modelu XT 660, který přinesl zvýšení výkonu.

## Technické parametry
- Rám: dvojitý ocelový
- Pohotovostní hmotnost: 191 kg
- Druh kol: jednoduchá drátová
- Nejvyšší rychlost: 157 km/h

## Fotogalerie

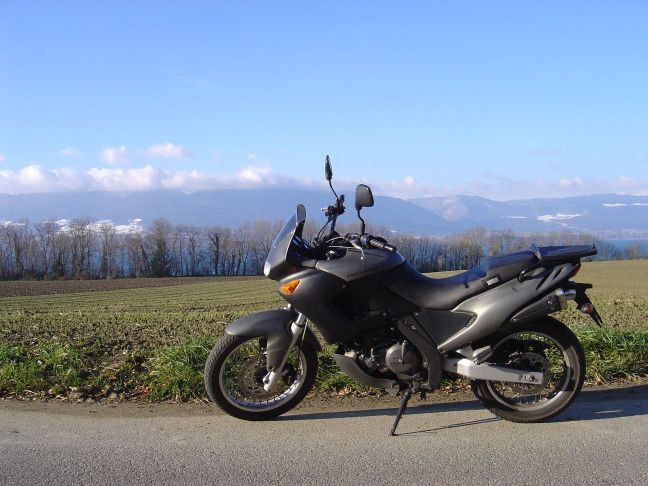
Aprilia Pegaso 650 ie (2003)